# Wehlitz (Wüstung)
Wehlitz ist eine Wüstung bei Elbitz, die zur Ortschaft Neehausen gehört, im Landkreis Mansfeld-Südharz. Der Ort lag an der Stelle, wo der Bach aus Volkmaritz in die Laweke fließt, Ruinen sind nicht mehr zu finden.

## Geschichte
- Wehlitz war vermutlich eine slawische Gründung, sie wurde im 9. oder 10. Jahrhundert friedlich eingenommen.
- Am 13. Juli 1320 verkauft Erzbischof Ernst das Haus und Gericht Hedersleben mit unter anderem Welitz als Zubehör an den Grafen Burchard von Mansfeld.
- Am 14. November 1428 verkauft Graf Otto von Brehna dem Erzstift unter anderem eine und eine halbe Hufe in Weliicz.
- Im Jahr 1477 werden die Orte Lochwitz, Rottelsdorf und die heutigen Wüstungen Gerkwitz, Wegeleben und Welitz als Zubehör von Seeburg genannt.